# Sauaru
Sauaru is een plaats in de Estlandse gemeente Saaremaa, provincie Saaremaa. De plaats heeft de status van dorp (Estisch: küla) en telt 14 inwoners (2021).
Tot in oktober 2017 behoorde Sauaru tot de gemeente Pihtla. In die maand werd Pihtla bij de fusiegemeente Saaremaa gevoegd.

## Geschiedenis
Sauaru ontstond na 1920 als nederzetting op het voormalige landgoed van Pihtla. In 1938 kreeg ze de status van dorp. De naam is waarschijnlijk afgeleid van sau, ‘kleigrond’.
Tussen 1977 en 1997 maakte het buurdorp Püha-Kõnnu deel uit van Sauaru.